# 루카 부슈코비치
루카 부슈코비치 (Luka Vušković, 2007년 2월 24일 ~ )는 크로아티아의 축구 선수이며, 토트넘 홋스퍼에서 센터백으로 뛰고 있다.
'부슈코비치 가문'은 증조부부터 손자까지 4대째 하이두크 스플리트와 인연을 이어오고 있다. 그의 형 마리오 부슈코비치과 사촌 모레노 부슈코비치 그리고 비토 부슈코비치 또한 축구 선수로 활약하고 있다.